# Clã Forbes
O Clã Forbes é um clã escocês da região das Terras Baixas, Escócia.
O atual chefe é Nigel Ivan Forbes, 22.º Lorde Forbes.